# Championnats d'Europe de judo 2004
Navigation
Édition précédente Édition suivante
Les championnats d'Europe de judo 2004 ont été organisés à Bucarest, en Roumanie. Disputée pour la première fois séparément, la compétition en « toutes catégories » s'est déroulée plus tard dans l'année, le 3 décembre 2004, à Budapest, en Hongrie (voir article connexe). Egalement dissociées des compétitions individuelles, les épreuves par équipes ont eu lieu à Paris, en France, le 23 octobre  (voir article connexe).

## Résultats

### Hommes
| Catégorie | Or              | Argent           | Bronze                                |
| -60 kg    | Ludwig Paischer | Revazi Zidiridis | Armen Nazarian Evgeni Stanev          |
| -66 kg    | Bektaş Demirel  | Elchin Ismaylov  | Benjamin Darbelet Óscar Peñas         |
| -73 kg    | Kioshi Uematsu  | Yoel Razvozov    | David Kevkhishvili Vsevolods Zelonijs |
| -81 kg    | Ilías Iliádis   | Ole Bischof      | Ricardo Echarte Dimitri Nossov        |
| -90 kg    | Francesco Lepre | Mark Huizinga    | Valentyn Grekov Khasanbi Taov         |
| -100 kg   | Ariel Zeevi     | Antal Kovács     | Ghislain Lemaire Michele Monti        |
| +100 kg   | Selim Tataroğlu | Indrek Pertelson | Tamerlan Tmenov Dennis van der Geest  |

### Femmes
| Catégorie | Or                      | Argent            | Bronze                                 |
| -48 kg    | Alina Alexandra Dumitru | Tatiana Moskvina  | Frédérique Jossinet Nynke Klopstra     |
| -52 kg    | Ioana Maria Aluaș       | Ilse Heylen       | Telma Monteiro Petra Nareks            |
| -57 kg    | Isabel Fernández        | Sophie Cox        | Cinzia Cavazzuti Natalia Yukhareva     |
| -63 kg    | Sara Álvarez            | Aneta Szczepańska | Sarah Clark Yulia Kuzina               |
| -70 kg    | Edith Bosch             | Cecilia Blanco    | Andrea Pažoutová Rasa Sraka            |
| -78 kg    | Jenny Karl              | Lucia Morico      | Anastasiya Matrosova Esther San Miguel |
| +78 kg    | Maryna Prokofyeva       | Karina Bryant     | Katrin Beinroth Tsvetana Bozhilova     |

## Tableau des médailles
| Place | Nation             | Médaille d'or | Médaille d'argent | Médaille de bronze | Total |
| ----- | ------------------ | ------------- | ----------------- | ------------------ | ----- |
| 1     | Espagne            | 3             | 1                 | 3                  | 7     |
| 2     | Roumanie           | 2             | 0                 | 0                  | 2     |
| -     | Turquie            | 2             | 0                 | 0                  | 2     |
| 4     | Italie             | 1             | 1                 | 2                  | 4     |
| -     | Pays-Bas           | 1             | 1                 | 2                  | 4     |
| 6     | Allemagne          | 1             | 1                 | 1                  | 3     |
| 7     | Grèce              | 1             | 1                 | 0                  | 2     |
| -     | Israël             | 1             | 1                 | 0                  | 2     |
| 9     | Ukraine            | 1             | 0                 | 2                  | 3     |
| 10    | Autriche           | 1             | 0                 | 0                  | 1     |
| 11    | Royaume-Uni        | 0             | 2                 | 1                  | 3     |
| 12    | Azerbaïdjan        | 0             | 1                 | 0                  | 1     |
| -     | Belgique           | 0             | 1                 | 0                  | 1     |
| -     | Biélorussie        | 0             | 1                 | 0                  | 1     |
| -     | Estonie            | 0             | 1                 | 0                  | 1     |
| -     | Hongrie            | 0             | 1                 | 0                  | 1     |
| -     | Pologne            | 0             | 1                 | 0                  | 1     |
| 18    | Russie             | 0             | 0                 | 6                  | 6     |
| 19    | France             | 0             | 0                 | 3                  | 3     |
| 20    | Slovénie           | 0             | 0                 | 2                  | 2     |
| 21    | Arménie            | 0             | 0                 | 1                  | 1     |
| -     | Bulgarie           | 0             | 0                 | 1                  | 1     |
| -     | Géorgie            | 0             | 0                 | 1                  | 1     |
| -     | Lettonie           | 0             | 0                 | 1                  | 1     |
| -     | Portugal           | 0             | 0                 | 1                  | 1     |
| -     | République tchèque | 0             | 0                 | 1                  | 1     |

## Sources
- Résultats complets, www.eju.net
- Podiums complets sur le site JudoInside.com.
- Podiums complets sur le site alljudo.net.